# Бородаївська сільська рада
| Бородаївська сільська рада — орган місцевого самоврядування у Верхньодніпровському районі Дніпропетровської області з адміністративним центром у селі Бородаївка. Сільській раді підпорядковані населені пункти: - с. Бородаївка - с. Правобережне |

## Розташування
На півночі та сході територія ради омивається Кам'янським водосховищем, на заході межує з Дніпровокам'янською, на півдні — з Зарічанською сільськими радами.

## Територія
Загальна територія селищної ради — 7 002,2 га. З них:
- Під забудовою — 134,5 га
- Ріллі — 3663,3076 га.
- Пасовищ — 626,4 га.
- Сіножатей — 138,0 га.
- Ліс — 968 га.
- Мисливські господарства — 815,0 га.

## Склад
Головою сільської ради є Алдошина Ольга Володимирівна (з 11.04.2002). Посаду секретаря ради обіймає Соколенко Лідія Іванівна (з 26.12.1986).

### 5 скликання
За результатами виборів 26 березня 2006 року сформували:
- 4 депутатів від Партії регіонів;
- 3 депутати від Народної партії;
- 2 депутати від Всеукраїнське об'єднання «Батьківщина»;
- 1 депутат від Політичної партії «Народний союз Наша Україна»;
- 1 депутат від Політичної партії «Всеукраїнське об'єднання „Громада“»;
- 1 депутати від Соціалістичної партії України;
- 4 позапартійні депутати

З них жінок — 6, чоловіків — 10.

### 6 скликання
За результатами виборів 31 жовтня 2010 року раду сформували:.
- 12 депутатів від Партії регіонів;
- 1 депутат від Політичної партії «Всеукраїнське об'єднання „Громада“»;
- 1 депутат від Народної партії;
- 1 депутат від Комуністичної партії;
- 1 депутат обрано зі самовисуванців.

Вищу освіту мають 4 депутати, 3 — середню спеціальну, 9 — середню.
З них жінок — 5, чоловіків — 11.

## Керівний склад сільської ради
| ПІБ                          | Основні відомості                                                                                            | Дата обрання | Дата звільнення |
| ---------------------------- | --- | ------------ | --------------- |
| Алдошина Ольга Володимирівна | Сільський голова, 1960 року народження, освіта, позапартійна                                                 | 26.03.2006   | 31.10.2010      |
| Каїра Ганна Григорівна       | Сільський голова, 1957 року народження, освіта середня спеціальна, член Всеукраїнського об'єднання «Громада» | 31.10.2010   | 02.06.2013      |
| Хижняк Василь Сергійович     | Сільський голова, 1972 року народження, освіта вища, член Партії регіонів                                    | 02.06.2013   |                 |

Примітка: таблиця складена за даними джерела

## Виноски
1. ↑  Сайт райдержадміністрації. Архів оригіналу за 11 грудня 2013. Процитовано 24 лютого 2011. [Архівовано 2013-12-11 у Wayback Machine.]
2. ↑  Сайт Центральної виборчої комісії[недоступне посилання з серпня 2019]
3. ↑  rada.gov.ua